# 美沙唑仑
美沙唑仑（英语：Mexazolam），以商品名Melex和Sedoxil销售，是一种苯二氮䓬衍生物药物。美沙唑仑已针对焦虑进行了试验，并在一周的随访中发现可有效缓解焦虑。美沙唑仑通过CYP3A4途径代谢。HMG-CoA还原酶抑制剂包括辛伐他汀、辛伐他汀酸、洛伐他汀、氟伐他汀、阿托伐他汀和西立伐他汀抑制美沙唑仑的代谢，但普伐他汀无法抑制。其主要活性代谢物是地洛西泮（商品名Dadumir）和劳拉西泮（商品名Ativan）。